# Adem Zorgane
Adem Zorgane (in arabo اديم زورجان‎?; Sétif, 6 gennaio 2000) è un calciatore algerino, centrocampista dell'Union Saint-Gilloise e della nazionale algerina.

## Caratteristiche tecniche
È un centrocampista centrale.

## Carriera

### Club
Cresciuto nel settore giovanile del Paradou AC, debutta in prima squadra il 13 agosto 2018 giocando l'incontro di Ligue 1 pareggiato 1-1 contro il MC Alger.
Il 27 giugno 2021 viene venduto ai belgi del Charleroi.
Il 26 giugno 2025 viene acquistato dall'Union Saint-Gilloise.

### Nazionale
Ha giocato nella nazionale algerina Under-23.
Il 21 settembre 2019 ha esordito con la nazionale maggiore algerina giocando l'incontro di qualificazione per il Campionato delle Nazioni Africane 2020 pareggiato 0-0 contro il Marocco; successivamente, è stato convocato per la Coppa delle nazioni africane 2021.
Trova la sua prima rete il 10 settembre 2024, nella vittoria per 3-0 contro la Liberia.

## Statistiche
Statistiche aggiornate al 2 aprile 2021.

### Presenze e reti nei club
| Stagione        | Squadra         | Campionato      | Campionato | Campionato | Coppe nazionali | Coppe nazionali | Coppe nazionali | Coppe continentali | Coppe continentali | Coppe continentali | Altre coppe | Altre coppe | Altre coppe | Totale | Totale | Totale |
| Stagione        | Squadra         | Comp            | Pres       | Reti       | Comp            | Pres            | Reti            | Comp               | Pres               | Reti               | Comp        | Pres        | Reti        | Pres   | Reti   |        |
| --------------- | --------------- | --------------- | ---------- | ---------- | --------------- | --------------- | --------------- | ------------------ | ------------------ | ------------------ | ----------- | ----------- | ----------- | ------ | ------ | ------ |
| 2018-2019       | Paradou AC      | L1              | 25         | 2          | CA              | 2               | 1               |                    | -                  | -                  |             | -           | -           | 27     | 3      |        |
| 2019-2020       | Paradou AC      | L1              | 19         | 3          | CA              | 1               | 0               | CCC                | 8                  | 0                  |             | -           | -           | 28     | 3      |        |
| 2020-2021       | Paradou AC      | L1              | 19         | 3          | CA              | 0               | 0               |                    | -                  | -                  |             | -           | -           | 19     | 3      |        |
| Totale carriera | Totale carriera | Totale carriera | 63         | 8          |                 | 3               | 1               |                    | 8                  | 0                  |             | -           | -           | 74     | 8      |        |

### Cronologia presenze e reti in nazionale
| Cronologia completa delle presenze e delle reti in nazionale ― Algeria | Cronologia completa delle presenze e delle reti in nazionale ― Algeria | Cronologia completa delle presenze e delle reti in nazionale ― Algeria | Cronologia completa delle presenze e delle reti in nazionale ― Algeria | Cronologia completa delle presenze e delle reti in nazionale ― Algeria | Cronologia completa delle presenze e delle reti in nazionale ― Algeria | Cronologia completa delle presenze e delle reti in nazionale ― Algeria | Cronologia completa delle presenze e delle reti in nazionale ― Algeria |
| Data                                                                   | Città                                                                  | In casa                                                                | Risultato                                                              | Ospiti                                                                 | Competizione                                                           | Reti                                                                   | Note                                                                   |
| ---------------------------------------------------------------------- | ---------------------------------------------------------------------- | ---------------------------------------------------------------------- | ---------------------------------------------------------------------- | ---------------------------------------------------------------------- | ---------------------------------------------------------------------- | ---------------------------------------------------------------------- | ---------------------------------------------------------------------- |
| 21-9-2019                                                              | Blida                                                                  | Algeria                                                                | 0 – 0                                                                  | Marocco                                                                | Qualif. Campionato delle Nazioni Africane 2020                         | -                                                                      | 83’ 84’                                                                |
| 19-10-2019                                                             | Berkane                                                                | Marocco                                                                | 3 – 0                                                                  | Algeria                                                                | Qualif. Campionato delle Nazioni Africane 2020                         | -                                                                      | 46’                                                                    |
| 17-6-2021                                                              | Bir El Djir                                                            | Algeria                                                                | 5 – 1                                                                  | Liberia                                                                | Amichevole                                                             | -                                                                      | 74’                                                                    |
| 8-10-2021                                                              | Blida                                                                  | Algeria                                                                | 6 – 1                                                                  | Niger                                                                  | Qual. Mondiali 2022                                                    | -                                                                      | 78’                                                                    |
| 12-10-2021                                                             | Niamey                                                                 | Niger                                                                  | 0 – 4                                                                  | Algeria                                                                | Qual. Mondiali 2022                                                    | -                                                                      | 67’                                                                    |
| 12-11-2021                                                             | Il Cairo                                                               | Gibuti                                                                 | 0 – 4                                                                  | Algeria                                                                | Qual. Mondiali 2022                                                    | -                                                                      |                                                                        |
| 5-1-2022                                                               | Ar Rayyan                                                              | Algeria                                                                | 3 – 0                                                                  | Ghana                                                                  | Amichevole                                                             | -                                                                      | 63’                                                                    |
| 4-6-2022                                                               | Algeri                                                                 | Algeria                                                                | 2 – 0                                                                  | Uganda                                                                 | Qual. Coppa d'Africa 2023                                              | -                                                                      | 81’                                                                    |
| 8-6-2022                                                               | Dar es Salaam                                                          | Tanzania                                                               | 0 – 2                                                                  | Algeria                                                                | Qual. Coppa d'Africa 2023                                              | -                                                                      | 16’                                                                    |
| 12-6-2022                                                              | Doha                                                                   | Iran                                                                   | 1 – 2                                                                  | Algeria                                                                | Amichevole                                                             | -                                                                      | 46’                                                                    |
| 16-11-2022                                                             | Bir El Djir                                                            | Algeria                                                                | 1 – 1                                                                  | Mali                                                                   | Amichevole                                                             | -                                                                      | 46’                                                                    |
| 7-9-2023                                                               | Annaba                                                                 | Algeria                                                                | 0 – 0                                                                  | Tanzania                                                               | Qual. Coppa d'Africa 2023                                              | -                                                                      | 72’                                                                    |
| 12-9-2023                                                              | Dakar                                                                  | Senegal                                                                | 0 – 1                                                                  | Algeria                                                                | Amichevole                                                             | -                                                                      | 84’                                                                    |
| 16-10-2023                                                             | al-ʿAyn                                                                | Egitto                                                                 | 1 – 1                                                                  | Algeria                                                                | Amichevole                                                             | -                                                                      | 75’                                                                    |
| 5-9-2024                                                               | Orano                                                                  | Algeria                                                                | 2 – 0                                                                  | Guinea Equatoriale                                                     | Qual. Coppa d'Africa 2025                                              | -                                                                      | 83’                                                                    |
| 10-9-2024                                                              | Monrovia                                                               | Liberia                                                                | 0 – 3                                                                  | Algeria                                                                | Qual. Coppa d'Africa 2025                                              | 1                                                                      |                                                                        |
| 10-10-2024                                                             | Annaba                                                                 | Algeria                                                                | 5 – 1                                                                  | Togo                                                                   | Qual. Coppa d'Africa 2025                                              | -                                                                      | 46’                                                                    |
| 14-10-2024                                                             | Lomé                                                                   | Togo                                                                   | 0 – 1                                                                  | Algeria                                                                | Qual. Coppa d'Africa 2025                                              | -                                                                      | 71’                                                                    |
| 14-11-2024                                                             | Malabo                                                                 | Guinea Equatoriale                                                     | 0 – 0                                                                  | Algeria                                                                | Qual. Coppa d'Africa 2025                                              | -                                                                      | 70’                                                                    |
| 21-3-2025                                                              | Francistown                                                            | Botswana                                                               | 1 – 3                                                                  | Algeria                                                                | Qual. Mondiali 2026                                                    | -                                                                      | 42’ 69’                                                                |
| Totale                                                                 |                                                                        | Presenze                                                               | 20                                                                     |                                                                        | Reti                                                                   | 1                                                                      |                                                                        |